# Hans-Ulrich Rudel

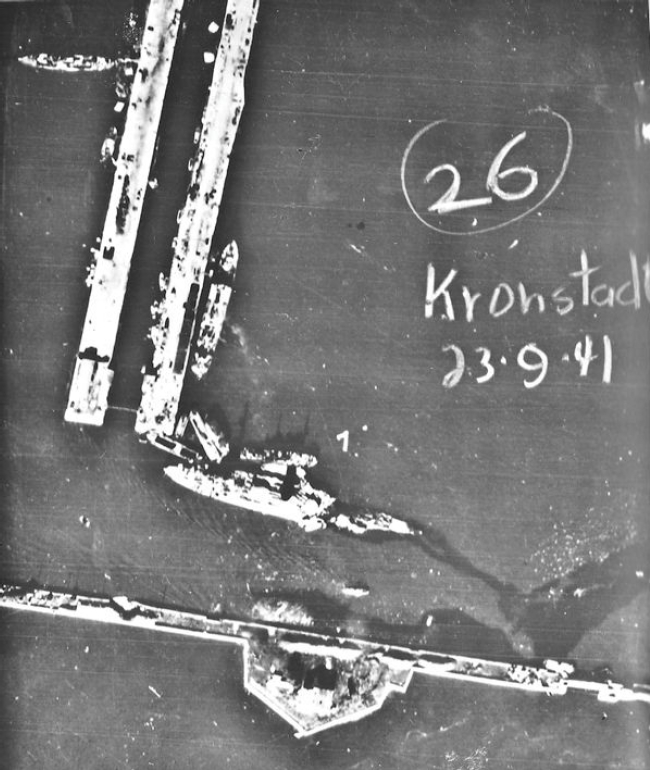
Olej vytékající z poškozeného Maratu - fotografie z Německého letadla

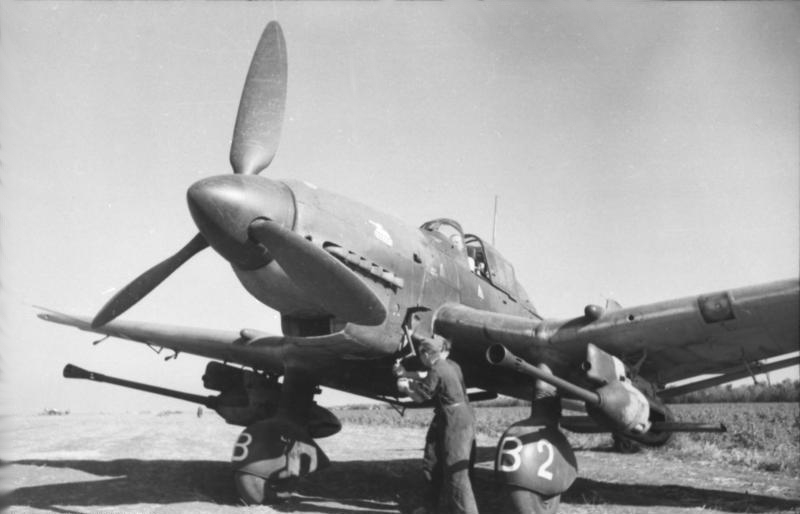
Junkers Ju 87G

Hans-Ulrich Rudel (2. července 1916, Konradswaldau – 18. prosince 1982, Rosenheim) byl německý bombardovací pilot, během druhé světové války úspěšný při ničení tanků. Létal s letadlem Junkers Ju 87. Jako jediný získal Rytířský kříž se zlatými dubovými ratolestmi, meči a brilianty.

## Život

### Dětství a raná kariéra
Hans-Ulrich Rudel se narodil v Konradswaldau ve Slezsku (Po roce 1945 toto město připadlo Polsku) jako syn protestantského kněze. Nebyl příliš dobrým studentem, projevoval spíš zájem o sport. Byl též odpůrcem kouření a alkoholu. Po maturitě vstoupil v srpnu 1936 do Luftwaffe jako posluchač důstojnické školy a začal základní letecký výcvik v letecké škole ve Wildpark-Werder.
V červnu 1938 byl přidělen k I./Stuka-Geschwader 168 ve Štýrském Hradci. Zpočátku měl problémy zvládnout všechny techniky pilotáže a přesto, že se zbytek jednotky už úspěšně přeškolil, byl opět vyslán na dodatečný trénink leteckého průzkumu do letecké školy v Hildesheimu. 1. ledna 1939 byl povýšen do hodnosti poručíka. Po skončení výcviku byl převelen k jednotce leteckého průzkumu Fernaufklärungsgruppe 121 v Prenzlau.

### Druhá světová válka
Na začátku druhé světové války během útoku na Polsko odlétal několik průzkumných misí ze základny u Wrocławi. Za úspěšné plnění úkolů získal Rudel 11. října 1939 Železný kříž druhé třídy. Po mnoha žádostech byl převelen k střemhlavým bombardérům. Po skončení přeškolení v Crailsheimu byl v květnu 1940 převelen k I./StG 3, k původní jednotce, se kterou absolvoval začáteční výcvik, do Caen. Bitvu o Británii strávil v hodnosti nadporučíka v nebojové funkci, protože byl stále považován za špatného pilota. Později se vrátil k záložní jednotce v Štýrském Hradci, kde opět absolvoval výcvik ve střemhlavém bombardování. Poté přešel k I./StG 2, ale jeho pověst ho stále pronásledovala a tak strávil v nebojových funkcích i invazi na Krétu.
Rudelova kariéra pilota střemhlavého bombardéru začala 23. června 1941, den po napadení SSSR Německem. Za své úspěchy byl už po méně než měsíci, 18. července, vyznamenán Železným křížem I. třídy. 23. září 1941 byla během útoku na kronštadtský přístav zásahem jeho 1000 kg bomby do muničního skladu potopena sovětská bitevní loď Marat. Do konce prosince, kdy byl přeložen jako instruktor střemhlavého bombardování do Štýrského Hradce, odlétal Rudel celkem 500 bojových misí a v lednu 1942 získal Rytířský kříž. 10. února 1943 se stal i prvním pilotem, který odlétal 1000 bojových misí. V tomto období mu jako zkušenému letci přidělili experimentální letku strojů Ju 87G „Kanonenvogel“, působící nejprve v oblasti Brjanska, poté u Černého moře, kde potopil větší množství menších dopravních člunů.
Největší měrou přispěl k vymyšlení a aplikaci nové taktiky nasazení těchto letadel. Doporučoval útočit zejména na zadní a vrchní část tanku, kde je pancéřování slabší a kde má také motor chlazení. Při náletech většinou směřoval z týlu nepřítele k vlastnímu území, což mělo výhodu v případě zásahu zbraněmi protiletadlové obrany. Se stroji Ju-87G se Rudel účastnil i bitvy u Kurska, během této a následujících bojových operací zničil do podzimu 1943 100 sovětských tanků. 23. října 1943 získal k Rytířskému kříži meče.
V březnu 1944 byl jmenován do funkce Gruppenkommandeur (velitel perutě) III./StG 2 přičemž do té doby odlétal 1800 bojových misí a zničil 202 tanků. Koncem března byla Rudelova letka napadena sovětskými stíhači na strojích Lavočkin La-5. Jedna ze štuk byla sestřelena nad sovětským územím. Její posádka přežila a Rudel se rozhodl přistát a zachránit ji. Po úspěšném přistání naložil oba členy posádky sestřelené štuky, ale letadlo nebylo schopné v rozbahněné stepi vzlétnout. Poté, co se sovětské jednotky přiblížily zanechali všichni čtyři letci letadlo na místě a unikli. Rudel společně s ostatními dorazil k řece Dněstr, kterou byl nakonec nucen přeplavat. Ledový proud široký 600 metrů však nepřeplaval jeho střelec, Erwin Hentschel. Na blízkém poli omylem kontaktovali ruskou hlídku, v domnění, že jde o vlastní vojáky a přišel tak i o posádku druhé Stuky. V nestřežené chvilce utekl a zmizel v oranici. 29. března byl vyznamenán brilianty k Rytířskému kříži. V listopadu 1944 byl při plnění bojového úkolu v blízkosti Budapešti raněn do stehna, ale nadále pokračoval v létání.
8. února 1945 byl při bojovém letu v oblasti Frankfurtu nad Odrou těžce zraněn zásahem protiletadlového granátu ráže 40 mm. V důsledku zranění mu jeho pozorovatel Dr. Ernst Gadermann musel ránu ošetřit, ale amputaci nohy pod kolenem se nedalo zabránit. Rudel se však už 25. března 1945 na vlastní naléhání vrátil do služby. Do konce války zničil dalších 26 tanků. Koncem války se nacházel na území Československa, konkrétně ve vojenském prostoru Ralsko na letišti Hradčany na Českolipsku. Několik letců rozhodnutých uniknout před sovětským zajetím odletělo 8. května 1945 z domovského letiště v Čechách na Ju 87 a Fw 190 a po dvouhodinovém letu přistáli na Američany obsazeném letišti Kitzingen.
Hans-Ulrich Rudel celkem uskutečnil 2530 bojových vzletů (z toho asi 400 letů na Fw-190). Podle oficiálních údajů zničil 519 tanků, kolem 800 dalších vozidel, 150 kusů dělostřeleckých zbraní, čtyři obrněné vlaky, 2 křižníky, bitevní loď Marat a 1 torpédoborec a potopil 70 menších plavidel. Sestřelil 9 letadel, z toho dva Il-2 a sedm blíže nespecifikovaných stíhaček. Pro tak velké ztráty Rudé armádě vypsal Stalin na Rudela zvláštní odměnu 100 000 rublů.
Celkem byl dvaatřicetkrát sestřelen, přitom několikrát nad nepřátelským územím. Rudel byl přesvědčený nacista, na konci války se dobrovolně přihlásil k sebevražedné misi, která však nebyla nadřízenými schválena, 25. dubna obdržel telegram, který ho povolával do Berlína (tedy nic dobrovolného, pořád byl voják), měl letět s He-111, start proběhl 28. dubna v 1 hodinu ráno. Avšak místo přistání bylo v tu dobu pod dělostřeleckou palbou Rusů. Dostal tedy rozkaz přistát v Rechlinu a pak se měl ohlásit. Místo Rechlinu přistál ale na letišti Wittstock. Telefonoval do hlavního stanu a navrhl, že by se do Berlína mohl dostat s Ju-87. O tom, že by měl odvézt Hitlera z Berlína se dozvěděl, až na letišti Wittstock, von Below mu ovšem sdělil, že to již není nutné. Rudel se proto vrátil zpět ke své letce.
Během války byl vděčným objektem nacistické propagandy a v Německu byl velmi populární. Jeho bojové úspěchy mu zabezpečily nejvyšší německá vyznamenání, v jejichž počtu jej překonal jen Hermann Göring. Byl také jediným cizincem, který obdržel nejvyšší maďarské vyznamenání – Zlatou medaili za statečnost.

### Poválečné období
Rudel byl po válce hospitalizován a později internován a vyslýchán v Británii a Francii. Po propuštění ze zajetí od dubna 1946 krátce podnikal v dopravě v Coesfeldu ve Vestfálsku. V roce 1948 uprchl přes Švýcarsko do Itálie. V Římě za pomoci Aloise Hudala získal falešný pas Červeného kříže na jméno „Emilio Meier“ a 8. června 1948 přistál v Buenos Aires. V Argentině se Rudel stal blízkým přítelem Juana Peróna. Byl vojenským poradcem a obchodoval se zbraněmi, společně s dalšími bývalými nacisty jako W. Sassenem později spolupracoval i s Augusto Pinochetem nebo A. Stroessnerem.
Od roku 1953 podnikal i v NSR, kde byl také politicky činný. Angažoval se v extrémně pravicové Deutsche Reichspartei (DRP). Některé jeho knihy vzbudily po válce v německé společnosti bouřlivé diskuse, Rudel podporoval agresi proti SSSR a bolševismu.
I přesto, že během války přišel o nohu, poměrně intenzivně sportoval, hrál tenis, plaval, lyžoval a jako horolezec se dostal na několik nejvyšších vrcholů Ameriky, například na hory Aconcagua (6962 m) a Llullay-Yacu (6739 m).
V roce 1976 se Rudelova minulost stala příčinou skandálu (Rudel-Affäre), v důsledku kterého byli odvoláni dva vysoce postavení generálové Bundeswehru Karl Heinz Franke a Walter Krupinski.
Hans-Ulrich Rudel zemřel v roce 1982 v Rosenheimu, byl pochován v Dornhausenu.
Je autorem výroku: „Ztracen je jen ten, kdo se odevzdal osudu.“ (německy: „Verloren ist nur, wer sich selbst aufgibt.“)

### Vyznamenání
- Železný kříž II. třídy 10. 11. 1939
- Železný kříž I. třídy 18. 4. 1941
- Rytířský kříž Železného kříže 6. 1. 1942
- Rytířský kříž Železného kříže s dubovou ratolestí 15. 4. 1943
- Rytířský kříž Železného kříže s dubovou ratolestí a s meči 25. 11. 1943
- Rytířský kříž Železného kříže s dubovou ratolestí, s meči a brilianty 29. 3. 1944
- Rytířský kříž Železného kříže se zlatou dubovou ratolestí, s meči a brilianty 29. 12. 1944
- Společný odznak pro piloty a pozorovatele s brilianty
- Medaile za statečnost zlatá (Maďarsko) 14. 1. 1945